# La conversión de san Pablo (Maíno)
La conversión de san Pablo es un cuadro del pintor Juan Bautista Maíno conservado en el Museo Nacional de Arte de Cataluña. La obra fue atribuida al pintor en el 2011 y en el 2012 fue restaurada cómo parte de un acuerdo con BNP Paribas. El museo cuenta también con el Retrato de Fray Alonso de Santo Tomás (1648-1649), una de sus últimas producciones. En el 2012, los expertos del museo fueron capaces de identificar La conversión de san Pablo cómo una de las pocas producciones que permanecen de Maíno, uno de los introdutores en España de la cultura figurativa estilo de Caravaggio y del círculo de pintores activa en Roma a principios del siglo XVII.

## Historia
El trabajo de Maíno presenta un aspecto resultado de sus años de residencia en Roma. Cuando regresa, Maíno no se limita a realizar una transposición mimética de los modelos figurativos que fue capaz de ver allí, sin embargo es capaz de reinterpretar estas fuentes con un impulso renovador. Este fenómeno de la importación de las novedades por la vía del viaje artístico es lo que diferencia el estilo de Maíno de sus contemporáneos.
Un incendio accidental en 1985, cubrió la pintura de una capa negra. El lienzo, que fue severamente dañado debido a la lumbre, estuvo hasta 2012 atribuido al pintor valenciano Josep Vergara (1726 – 1799). 
Este nuevo reconocimiento representa una contribución importante para el catálogo de un artista clave para la comprensión de la pintura española del siglo XVII y del que se conservan en muy pocas obras, tan sólo 44.'

## Descripción
La conversión de San Pablo es un trabajo muy representativo de la producción de Maíno. Recuerda al Retablo de Cuatro Pascuas (1612-1614), pintado para la iglesia de San Pedro Mártir en Toledo, que se conserva en el Museo del Prado y que es considerado una de las producciones más relevantes pintura española del siglo XVII.'

## Estilo
En este cuadro se viene los principales y más representativos aspectos que definen el repertorio gráfico del pintor y su lenguaje, caracterizada por un diseño vigoroso, detallado contorno en contornos; la escultura monumental de las figuras, creado por medio de una iluminación contrastado, y un colorido intensa. La conversión de San Pablo muestra la deuda conseguida por Maíno con la pintura italiana, particularmente, con la estimulante atmósfera de una ciudad romana en que ella aparece documentada la presencia del artista entre 1605 y 1610.

### Influencias
El lenguaje de Maíno también apunta la influencia de Caravaggio (1571-1610), particularmente visible en la conversión de san Pablo en la modelaxe del cabello de los ángeles y en el aspecto severo del rostro de Jesús, que muestra grandes coincidencias estilísticas con el representado en La Trinidad (1612-1620), perteneciente al retablo que Maíno fue hecha para El convento de la Madre de Dios, de la Concepción, de Pastrana, su ciudad natal y trata sobre lo mismo objeto.

## Restauración
La conversión de san Pablo presentaba un grave estado de degradación, como resultado de un incendio que tuvo lugar el 1 de abril de 1985 en la dependencia municipal de Barcelona, en el que estaba depositado para decorar una de sus paredes.
Durante el incidente, el cuadro se vio sometido a altas temperaturas y resultó seriamente perjudicado. Se rescató con burbujas, cráteres y graves perjuicios, que se unieron a varias correcciones y repintes inadecuados ya antes del fuego. La pintura fue cubierta por una capa oscura debido al humo, por lo que era difícil apreciar su calidad. Las técnicas de análisis se impusieron como una necesidad para conseguir comprender la composición, diseño y colores, y para ser capaces de proponer un diagnóstico riguroso de su condición.
La intervención de restauración dio también la oportunidad de analizar los materiales de trabajo y caracterizar la técnica utilizada por el pintor. Los pigmentos y la forma de aplicarlos para obtener los tonos más idóneos y los efectos lumínicos deseados, así como la composición química de la preparación de los colores, que sirvió como base para aplicar la pintura, coinciden con aquellos que fueron identificados en otras obras por Maíno analizadas por el laboratorio del Museo del Prado con motivo de la exposición dedicada al pintor entre 2009 y 2010.

## Exposición temporal

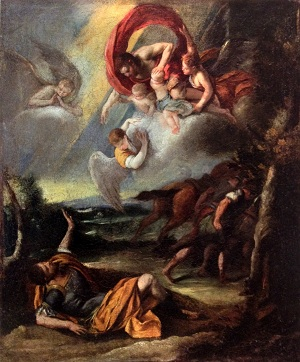
Obra preparatoria procedente de una colección personal

Con el objetivo de echar luz sobre la génesis de la obra, su reconocimiento y explicar el profundo y delicado proceso de restauración que duró más de 6 meses. Por esta razón, hubo una exposición temporal en el museo, mostrando el trabajo en un cuarto exclusivo para él, junto con una pintura preparatoria a partir de una colección personal, una radiografía, que muestra su estado antes de la intervención, así como con un venidlo que explica el proceso de restauración de la pantalla.